# Rikke Vestergaard
Rikke Vestergaard Kristensen (født 18. juli 1989) er en dansk håndboldspiller, der spiller for Randers HK. Hun har tidligere spillet for Aalborg DH, SønderjyskE og Skive fH.
Hun startede med at spille håndbold som 7-årig.